# Pryeria sinica
Pryeria sinica (лат.) — вид бабочек из семейства пестрянок. Распространён в Восточной Азии, включая Китай (где впервые найден и описан из Шанхая), Корею, Японию (Хоккайдо, Хонсю, Сикоку, Кюсю, Цусима), Россию (Приморский край). Интродуцирован в США (Мэриленд, Виргиния, обнаружен в 2001 году).

## Описание
Бабочка среднего размера с прозрачными крыльями, с несколькими рассеянными чёрными чешуйками; крылья самки светлее и шире. Длина переднего крыла 10—14 мм. Размах крыльев около 3 см. Длина 40—42-члениковых чёрных нитевидных усиков около 8 мм. Тегула и грудь чёрные с редкими желтоволосыми чешуйками. Ноги темно-фускусовые с чёрными и жёлтыми длинными волосками на бедре. Брюшко дорсально чёрное до золотистого; несёт пучки волосков, выходящие из тергитов дорсолатерально. Длина гусениц до 2 см. Узор и цвет апосематические, с белой серой окраской и чёрными пятнами дорсолатерально и с жёлтым брюшком, дорсальный ряд состоит из одного или двух пятен персегмента; два ряда субдорсальных пятен над уровнем отростков; латеральные пятна ниже и связаны с группой пятен Ll, L2 и L3..
Гусеницы питаются на видах растений из родов бересклет (Euonymus) и древогубец (Celastrus), включая такие виды как Euonymus alatus, Euonymus japonicus Euonymus fortunei, Euonymus sieboldianus, Euonymus kiautschovica, Celastrus punctatus, черёмуха обыкновенная (Prunus padus).